# 알렉산드르 이바니츠키
알렉산드르 블라디미로비치 이바니츠키(러시아어: Алекса́ндр Влади́мирович Ивани́цкий, 1937년 12월 10일~2020년 7월 22일)는 소련의 레슬링 선수, 러시아의 언론인이다. 1964년 하계 올림픽 자유형 헤비급에서 금메달을 획득했고 세계 선수권 대회에서 4회 우승했다.